# 长安标致雪铁龙
长安标致雪铁龙汽车有限公司（英語：Changan PSA，简称长安标致雪铁龙），是中华人民共和国已结业的汽车公司，由长安汽车和标致雪铁龙集团各出资50%设立。2020年5月，公司被宝能集团收购，并更名为深圳市宝能汽车有限公司。

## 历史
是标致雪铁龙集团继神龙汽车之后在中国的第二家合资企业。年产值20万辆，总部位于中国深圳。
工厂设立于2014年，主要生产DS 5LS和DS 6WR系列。
2020年5月21日，宝能集团收购长安标致雪铁龙，并更名为现名宝能汽车。

## 画廊

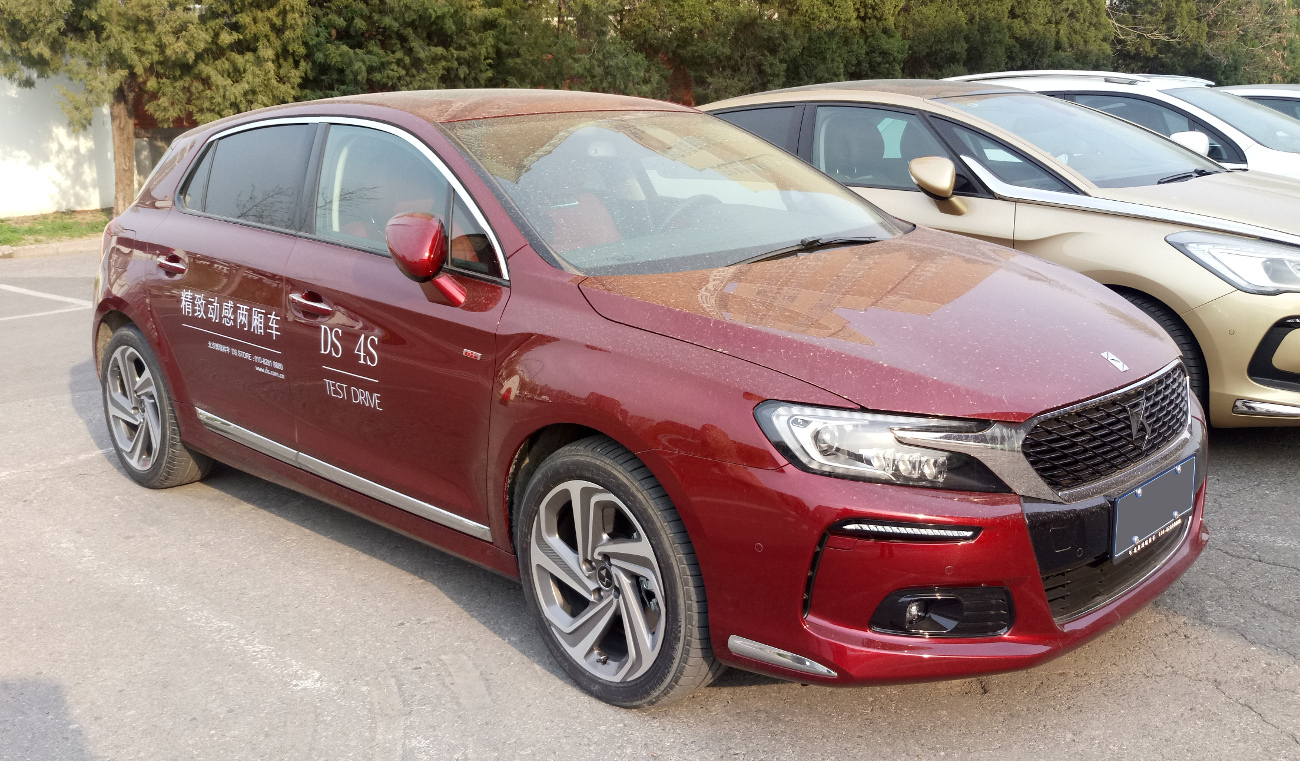
DS 4S
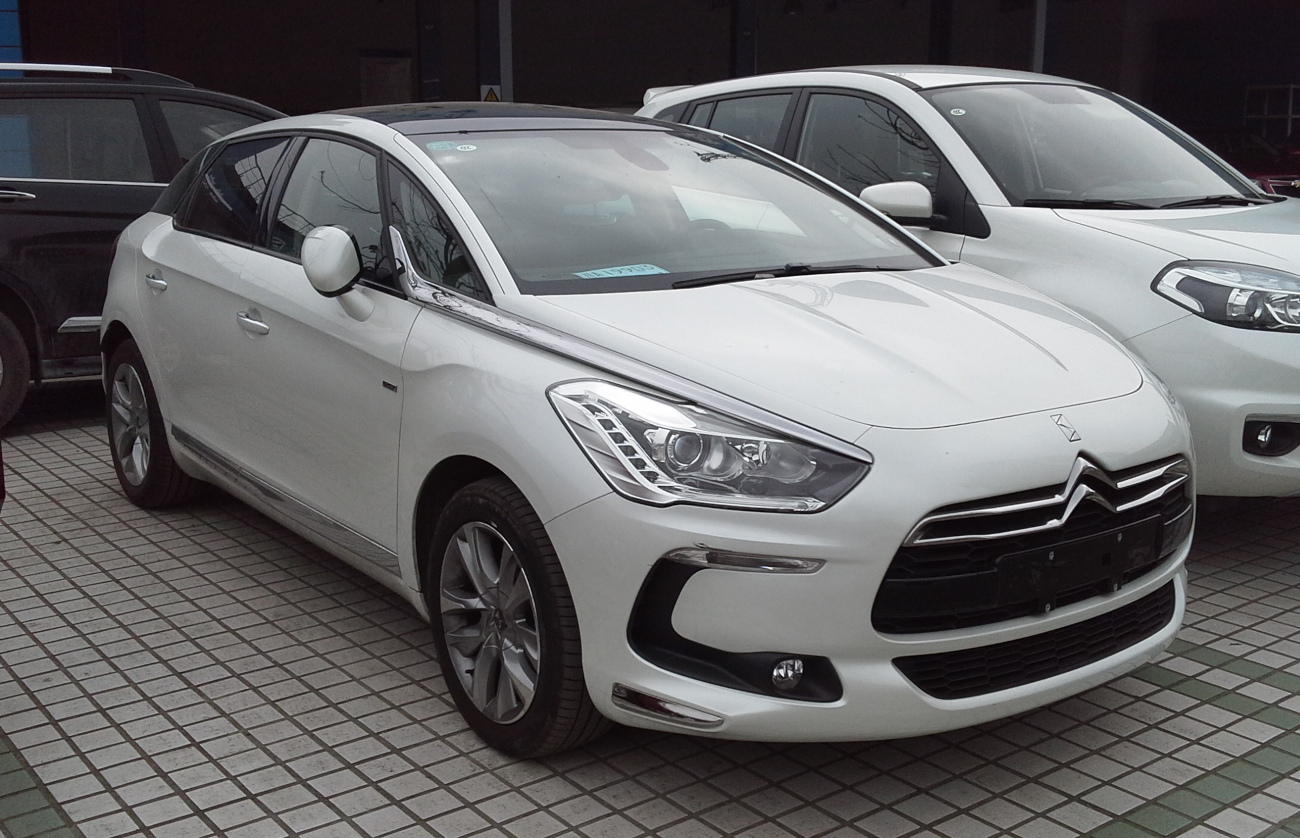
DS 5
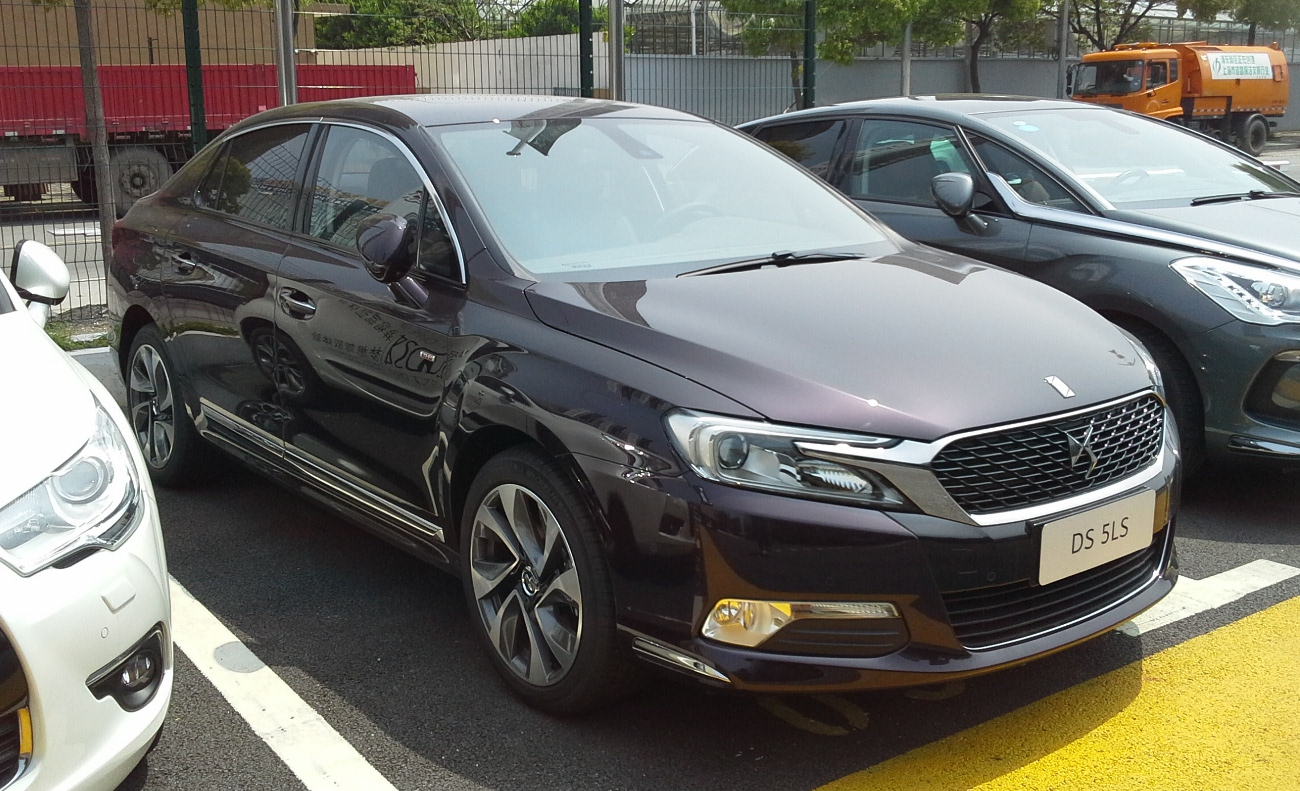
DS 5LS
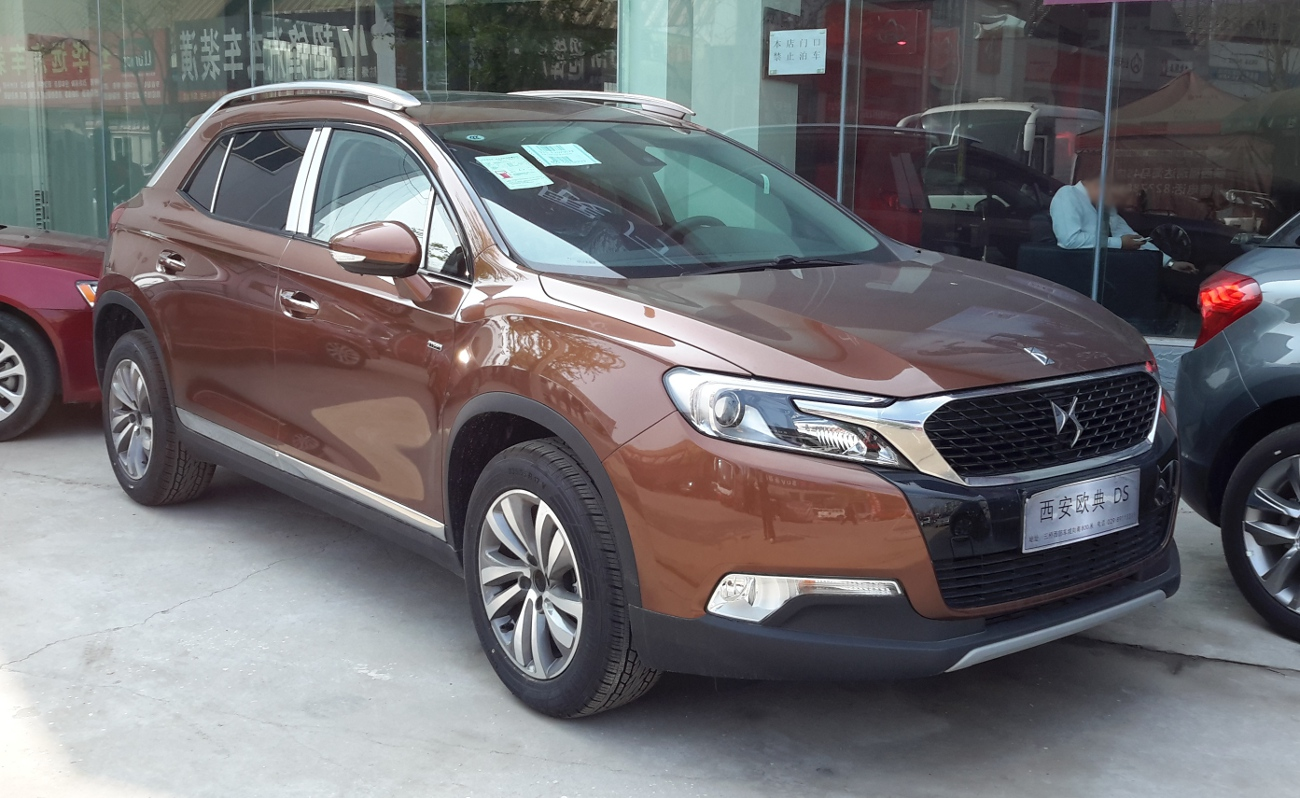
DS 6
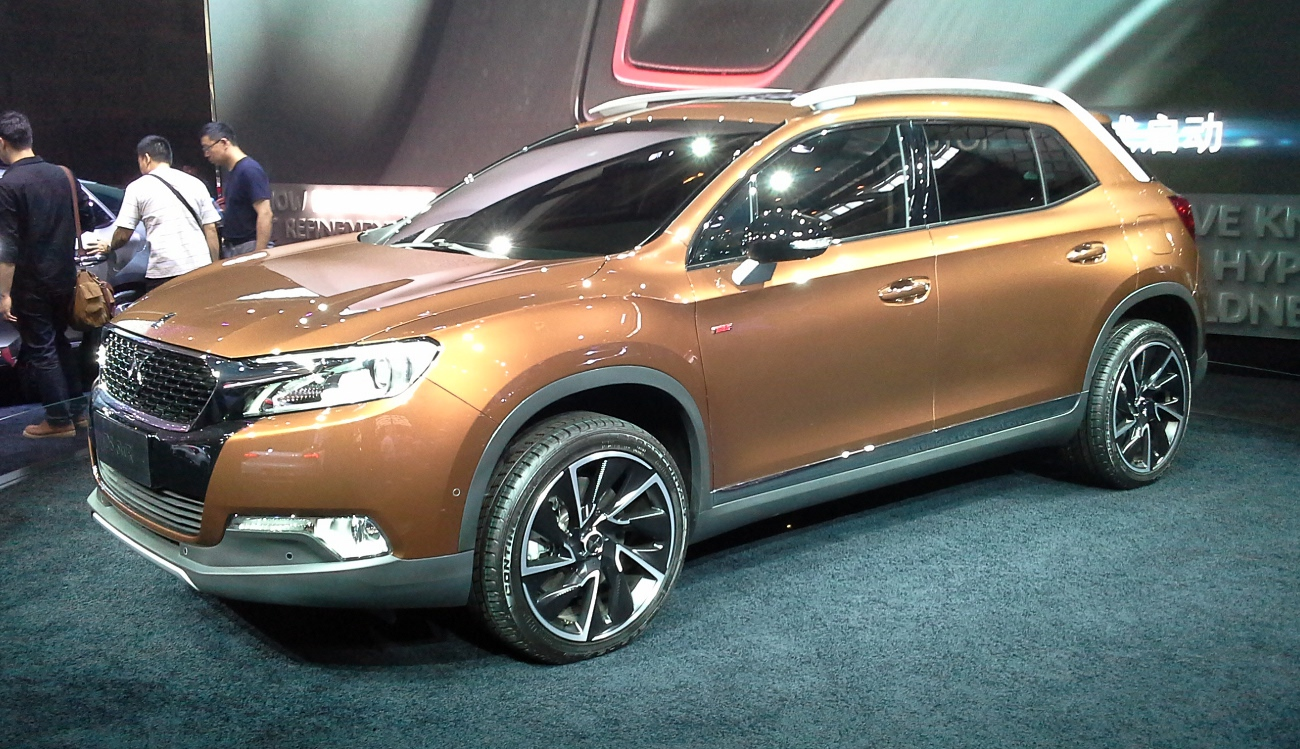
DS 6WR
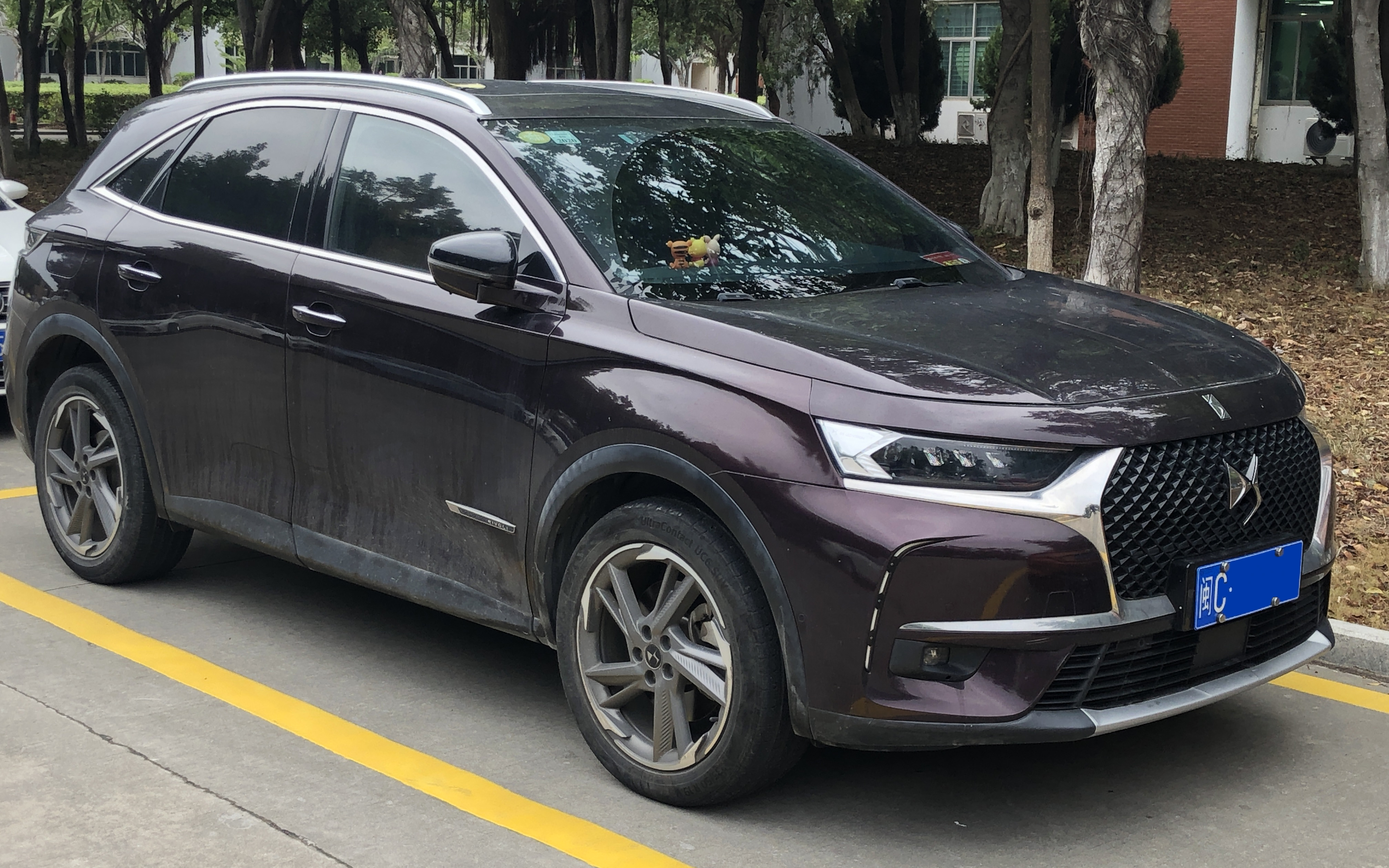
DS 7 Crossback